# Prayer of the Refugee
Prayer of the Refugee è il secondo singolo tratto dall'album The Sufferer & the Witness dei Rise Against, ed è stato distribuito nel 2006. Il titolo originale era Diaspora, ma con le varie copie dell'album decisero di intitolarla Prayer of the Refugee.
La canzone viene riportata come traccia bonus nel videogioco Guitar Hero III: Legends of Rock.

## Video musicale
Diretto da Tony Petrossian, il video devia un po' dal messaggio originale della canzone, mettendo a fuoco il problema sul consumismo statunitense e del suo relativo effetto sul mondo. Il video viene girato in un magazzino con la band che suona e si muove all'interno di esso, intervallato da scene in cui si vedono genti straniere e bambini di giovane età che imballano della merce come scarpe, banane, jeans e macchine giocattolo. Finisce con la scena in cui le persone sfruttate incollano sui pacchi delle etichette con scritto 'Made in USA' con la bandiera americana sotto, e i membri della band, eccetto il batterista,  che rovesciano degli scaffali contenenti della merce, che si rompono formando una scritta per terra, "Fair trade", concludendosi con una dissolvenza nera.

## Posizione in classifica
La canzone ha raggiunto la settima posizione nella classifica del Billboard Modern Rock. Questo è il loro primo singolo della propria top 10.

## Formazione
- Tim McIlrath - voce, chitarra
- Chris Chasse - chitarra, cori
- Joe Principe - basso, cori
- Brandon Barnes - batteria